# Saltina
Die Saltina (von lateinisch saltare ‚springen‘) ist ein linksseitiger Nebenfluss der oberen Rhone (Rotten), der im Simplonmassiv seine Quellen findet.

## Verlauf
Bei einer kleinen Siedlung namens Grund vereinigen sich der Ganterbach und die Taferna zur Saltina. Der Fluss fliesst von dort entlang der Gemarkungsgrenze der Gemeinden Brig-Glis und Ried-Brig in etwa gen Norden ab und bildet mit der Saltinaschlucht ein enges Kerbtal, das er zu Beginn des Rhonetals verlässt. Von dort an ist die Saltina begradigt und stark verbaut. Sie bildet dort die Grenze zwischen Brig und Glis und mündet linksseitig in die Rhone.
Die Schlucht der Saltina wird mehrfach von den zum Teil spektakulären Brücken der alten sowie der neuen Simplonpassstrasse überquert.

## Das Hochwasser vom 24. September 1993
Immer wieder hat die Saltina Brig überschwemmt, das letzte Mal am 24. September 1993. Bis zu drei Metern hoch türmte sich das Geschiebe, das die Saltina mittransportiert hatte, in der Innenstadt von Brig. Auch grosse Teile von Glis und das Industriequartier in Gamsen waren unter Wasser. Die Katastrophe kostete zwei Menschen das Leben. Die Schäden beliefen sich auf eine halbe Milliarde Franken. Ausgelöst wurde die Katastrophe durch heftige Regenfälle, die den Pegel stark anstiegen liessen. Das mitgeführt Geschiebe und Schwemmholz staute sich an der Saltinabrücke und die Saltina trat über die Ufer. Aus dem Stadtgebiet von Brig wurden 250'000 m³ Schlamm, Sand und Geschiebe weggeräumt.
Nach der Katastrophe wurde eine hydraulische Hubbrücke gebaut, die bei Hochwasser automatisch angehoben wird. Auch alle anderen Brücken wurden demontierbar gemacht oder sind verschalt. Weiter hinten im Tal wurden zwei Geschiebekammern gebaut und auch die Ufermauern wurden erhöht. Die Bewährungsprobe hatte das neue Schutzsystem im Oktober 2000. Die Saltina erreichte 30 Prozent höhere Abflusswerte als 1993. Die Massnahmen bewährten sich, denn es gab nur kleine Schäden.

## Trivia
Nach der Saltina ist auch die Stadtmusik von Brig  benannt.